# 小田切光正
小田切 光正（おだぎり みつまさ）は、江戸時代前期の武士。徳川氏家臣。

## 経歴・人物
寛文9年7月10日（1669年8月6日）1歳にして家督を継ぐ。元禄16年5月26日（1703年7月9日）小十人となり、享保9年11月15日（1724年12月30日）二の丸に勤仕し、のち西城の勤めとなる。享保18年9月27日（1733年11月3日）番を辞す。